# Geneviève Janssen-Pevtschin
Geneviève Janssen-Pevtschin (24 februari 1915 - 11 november 2001) was een Belgische advocate en magistraat. Ze was de eerste vrouwelijke magistraat in België.

## Biografie
Geneviève Pevtschin werd geboren en groeide op in Brussel. Haar vader was van joodse, Russische afkomst. Haar grootvader verliet Rusland in 1890. Haar grootouders langs moederszijde kwamen uit Lotharingen en de Elzas.
Ze liep school aan het lyceum van Sint-Gillis. In 1937 behaalde ze het diploma van doctor in de rechten aan de Université libre de Bruxelles. Ze studeerde ook kunstwetenschappen en archeologie. Van 1937 tot 1948 was ze advocate aan het hof van beroep in Brussel.

### Tweede Wereldoorlog
Tijdens de Tweede Wereldoorlog werd Pevtschin verboden haar beroep uit te oefenen. Op 28 oktober 1940 besliste de Duitse bezettingsmacht dat joden bepaalde beroepen, waaronder dat van advocaat, niet meer mochten uitoefenen. Ze sloot zich aan bij de verzetsbeweging Zéro. Binnen deze groep hielp ze met het overbrengen van berichten naar Londen, het verstrekken van valse identiteitsdocumenten en het leggen van contacten met andere verzetsnetwerken. Ze speelde ook een belangrijke rol bij het organiseren van de logistiek voor de publicatie van de verboden krant La Libre Belgique. In 1941 kwam ze ook in contact met William Ugeux.
Na de moord op de pro-Duitse journalist en rexist Paul Colin werd ze op 21 mei 1943 door de Gestapo gearresteerd. Op 11 augustus dat jaar werd ze veroordeeld tot zes jaar dwangarbeid voor haar betrokkenheid bij de uitgave van La Libre Belgique en de moord op Colin.
Na de oorlog werd ze lid van de Jeugdalijah.

### Magistratuur
Na de oorlog werd Pevtschin de eerste vrouwelijke magistraat in België; in 1948 werd ze rechter in de rechtbank van eerste aanleg in Brussel. In 1973 werd ze raadsheer in het hof van beroep in Brussel
In 1954 werd ze het eerste Belgische lid van de Europese Commissie voor de Rechten van de Mens, een functie die ze tot 1960 uitoefende. Ze speelde ook een rol bij de totstandkoming van een permanent Europees Hof voor de Rechten van de Mens in 1998.
Pevtschin was lid van de redactieraad van Journal des Tribunaux en lid van de redactieraad en het academisch comité Trimestrial Review of Human Rights.

### Familie
Pevtschin trouwde met advocaat Marcel Janssen (1909-1967), eveneens een politiek gevangene tijdens de oorlog en een neef van baron Emmanuel Janssen en baron Charles-Emmanuel Janssen. Ze kregen een dochter, Anne, die in 1981 overleed, met afstammelingen tot heden.